# John van ’t Schip
John van ’t Schip (Fort St. John, Kanada, 1962. december 8. –) Európa-bajnok holland labdarúgó, csatár, edző.

## Pályafutása

### Klubcsapatban
1981 és 1992 között az Ajax labdarúgója volt. Négy bajnok címet és három holland kupa győzelmet ért el a csapattal. 1986–87-ben KEK-, 1991–92-ben UEFA-kupa győztes volt az együttessel. 1992 és 1996 között az olasz Genoa csapatában szerepelt. 1996-ban fejezte be az aktív labdarúgást.

### A válogatottban
1986 és 1995 között 41 alkalommal szerepelt a holland válogatottban és két gólt szerzett. Két Európa-bajnokságon vett részt. Az 1988-as NSZK-beli Európa-bajnokságon aranyérmes, az 1992-es svédországi tornán bronzérmes lett a csapattal. Tagja volt az 1990-es olaszországi világbajnokságon részt vevő válogatott keretnek.

### Edzőként
2001-02-ben az FC Twente, 2002 és 2004 között a Jong Ajax vezetőedzője volt. 2004 és 2008 között a holland válogatottnál segédedzőként dolgozott. 2009-ben az Ajax szakmai munkáját irányította. 2009-től külföldön vállalt munkát. Először az ausztrál Melbourne Heart csapatánál tevékenykedett. 2012-13-ban a mexikói CD Guadalajara vezetőedzője volt. 2013 óta ismét a melbournei csapat edzője.

## Sikerei, díjai

### Játékosként
Hollandia
- Európa-bajnokság
  - aranyérmes: 1988, NSZK
  - bronzérmes: 1992, Svédország

 Ajax
- Holland bajnokság
  - bajnok: 1981–82, 1982–83, 1984–85, 1989–90
- Holland kupa (KNVB beker)
  - győztes: 1983, 1986, 1987
- Kupagyőztesek Európa-kupája (KEK)
  - győztes: 1986–87
  - döntős: 1987–88
- UEFA-kupa
  - győztes: 1991–92

### Edzőként
Melbourne City
- Ausztrál kupa
  - győztes: 2016

## Statisztikája edzőként
Legutóbb frissítve: 2020. szeptember 6-án
| Csapat                           | –tól         | –ig                    | Eredményességi mutató | Eredményességi mutató | Eredményességi mutató | Eredményességi mutató | Eredményességi mutató |
| Msz                              | Gy           | D                      | V                     | Gy %                  |                       |                       |                       |
| -------------------------------- | ------------ | ---------------------- | --------------------- | --------------------- | --------------------- | --------------------- | --------------------- |
| Twente                           | 2001 július  | 2002 június            | 40                    | 13                    | 12                    | 32.5                  |                       |
| Ajax (megbízott)                 | 2009 május   | 2009 május             | 1                     | 1                     | 0                     | 0                     | 100                   |
| Melbourne Heart                  | 2009 október | 2012 április           | 58                    | 17                    | 21                    | 20                    | 29.31                 |
| Guadalajara                      | 2012 április | November 2012 november | 23                    | 8                     | 6                     | 9                     | 34.78                 |
| Melbourne Heart / Melbourne City | 2014 január  | 2017 január            | 96                    | 43                    | 22                    | 31                    | 44.79                 |
| PEC Zwolle                       | 2017 július  | 2018 december          | 57                    | 21                    | 11                    | 25                    | 36.84                 |
| Görögország                      | 2019 július  | 2021 november          | 8                     | 4                     | 2                     | 2                     | 50                    |
| Összesen                         | Összesen     | Összesen               | 283                   | 107                   | 74                    | 102                   | 37.81                 |